# جون لارسن
جون لارسن (بالدنماركية: John Larsen)‏ (25 مايو 1962 بهيليسينكور في الدنمارك - ) هو لاعب كرة قدم دانمركي في مركز الدفاع.

## وصلات خارجية
- جون لارسن على موقع قاعدة بيانات كرة القدم.إي يو (الإنجليزية)
- جون لارسن على موقع ناشيونال فوتبول تيمز (الإنجليزية)